# سیارک ۶۴۴۵
سیارک ۶۴۴۵ (به انگلیسی: 6445 Bellmore، نامگذاری:1990FS1) شش هزار و چهارصد و چهل و پنجمین سیارک کشف شده‌است که در ۲۳ مارس ۱۹۹۰ کشف شد.
قدر مطلق سیارک برابر ۱۲٫۶۰ است.